# Maria Avalziza Lourdes
Maria Avalziza Lourdes da Costa ist eine Politikerin aus Osttimor. Sie ist Mitglied der FRETILIN.
Lourdes wurde bei den Wahlen 2001 auf Platz 35 der FRETILIN-Liste in die Verfassunggebende Versammlung gewählt, aus der mit der Entlassung in die Unabhängigkeit am 20. Mai 2002 das Nationalparlament Osttimors wurde. Als Rosária Corte-Real im September 2002 Vizeministerin wurde, ersetzte Lourdes sie im Präsidium des Parlaments als Vizesekretärin.
Bei den Parlamentswahlen in Osttimor 2007 kandidierte Lourdes chancenlos auf Platz 65 der Liste der FRETILIN und schied damit am Ende der Legislaturperiode aus dem Parlament aus.